# Manawydan
Manawydan is een persoon in de Mabinogion. Hij was de zoon van Llyr (zee) en Penarddun (schoonste) en was de Welshe tegenhanger van de Ierse zeegod Manánnan Mac Lir, maar zijn band met de zee was een stuk onduidelijker. Hij was een broer van Bran de Gezegende en Branwen. Nisien en Efnisien waren Manawydans halfbroers, de zonen van Penarddun en Euroswydd. Manawydan huwde Rhiannon, de weduwe van Pwyll en werd stiefvader van Pryderi. 

## Verhaal

### Huwelijk
Nadat Brans hoofd door zeven mannen in de witte heuvel van Londen was begraven, voelde Manawyddan zich alleen. Hij trouwde op advies van Pryderi, na de dood van haar man Pwyll, hoofd van Annwfyn, met Pryderi's  moeder Rhiannon. Ook nam Manawyddan Pwylls 'cantraven' van Dyved over. Manawyddan, Rhiannon, Pryderi en zijn vrouw Cygfa (Kigfa, de dochter van Gwynn de Uitnemende) trekken het land rond. Pryderi brengt ondertussen leenhulde aan koning Caswallawn, Beli's zoon, in Oxford. De vier beginnen een feest in Arberth, het centrale hof waar elk feest begon. Ze gaan naar de grafheuvel Gorsedd Arberth.

### Vloek van de bisschop
Die avond werden Manawyddan en Rhiannon, samen met haar zoon Pryderi en Cigfa, omgeven door een tovernevel. Toen de mist optrok, was hun paleis verlaten en het omringende land kaal. Daarom trokken ze twee jaar later naar Engeland, waar Manawydan en Pryderi als leerbewerkers in verschillende steden aan de kost kwamen. Eerst maakten ze zadels, daarna schilden en ten slotte schoenen. Ze hadden zoveel succes, dat hun vakgenoten hen verjoegen.
Terug in Wales leven ze een jaar lang van de jacht. Op een dag volgen Manawyddan en Pryderi een stralend wit zwijn naar een grote burcht, die daar eerder niet stond. Eerst ging Pryderi naar binnen en daarna ging Rhiannon hem de volgende dag zoeken. Toen ze een gouden ketel aanraakten, die aan vier kettingen hing, bleven hun handen er aan vast zitten. Hun voeten konden niet van de marmeren plaat af, die onder de ketel lag. Ook konden ze niet meer spreken. De burcht verdween. Manawydan en Cigfa bleven alleen achter. Ze probeerden nog een jaar in Engeland schoenen te verkopen, maar werden weer verjaagd. Manawydan probeerde toen in Arberth in Dyved op drie akkers graan te verbouwen, maar hij kwam er uiteindelijk achter dat muizen zijn oogst opvraten. Hij ving een dikke muis in zijn handschoen en wilde het dier op de grafheuvel van Gorsedd Arberth ophangen, ondanks Cigfa's verweer dat dat beneden zijn stand was. Het was nu zeven jaar geleden, dat ze met z'n vieren waren achtergebleven. 
Toen kwam een student voorbij die hem een pond bood voor de muis. Maar Manawyddan was vastbesloten de muis te straffen. Toen kwam een priester te paard die drie pond bood en vervolgens een bisschop met entourage, die zeven en toen vierentwintig pond bood en zelfs zijn zeven paarden met bepakking. Manawydan vroeg om de terugkeer van Rhiannon en Pryderi. Bovendien wilde hij weten wie de muis was. De vreemdeling maakte zich bekend als Llwyd (grijs), de zoon van Kil Coed. Hij was een tovenaar en vriend van Gwawl, zoon van Clud, die door Rhiannon was versmaad ten gunste van Pwyll, wat te lezen is in Pwyll heer van Dyved. Gwawl en Pwyll hadden er destijds aan het hof van Heveydd de Oude om gespeeld (Badger in the Bag) en de bisschop wilde nu wraak nemen op Pwylls zoon Pryderi. Het gezelschap rond de bisschop had hem gevraagd in muizen te worden veranderd en zo Manawyddans graan te vernietigen. De derde nacht, toen de derde akker werd kaalgevreten, waren de vrouwen van het bisschoppelijke hof in muizen veranderd. De dikke muis, die Manawyddan ving, was de jonge, zwangere vrouw van de bisschop zelf! De bisschop stelt voor  Pryderi en zijn moeder Rhiannon vrij te laten en de vloek over de zeven cantraven van Dyved op te heffen en er nooit meer een over uit te spreken. Manawyddan eist dat er nooit wraak wordt genomen op Pryderi, Rhiannon of hemzelf en wil eerst Pryderi en Rhiannon in vrijheid zien. Pas dan laat hij de muis gaan en de bisschop verandert haar met zijn toverstaf weer tot een prachtige, jonge vrouw. Het hele land was weer zoals vroeger. In hun gevangenschap had Pryderi hamers en Rhiannon ezelsbanden moeten dragen.